# Quentin Milliere
Quentin Milliere – francuski zapaśnik walczący w stylu wolnym. Srebrny medalista mistrzostw śródziemnomorskich w 2014, a także igrzysk frankofońskich w 2017. Mistrz Francji w 2019 roku.